# FC Ellikon Marthalen
Der FC Ellikon Marthalen ist ein Schweizer Fussballverein aus Ellikon am Rhein in Marthalen. Die erste Mannschaft spielt derzeit in der 3. Liga im Fussballverband der Region Zürich.

## Geschichte
Der 1934 gegründete Verein spielte in den tiefsten Ligen. 1977 schaffte der Klub den Aufstieg in die 3. Liga. In der Folge waren sie für zwei Saisons an der Spitze ihrer Gruppe, verpassten aber jeweils den Aufstieg in die 2. Liga. Im Schweizer Cups 2011/12 konnte der FC Ellikon Marthalen sich für die Hauptrunde qualifizieren. Dort verloren sie in der 1. Runde gegen den Zweitligisten FC Freienbach mit 3:10. Heute spielt der Verein in der 3. Liga.